# Krasnogorsk (câmera)

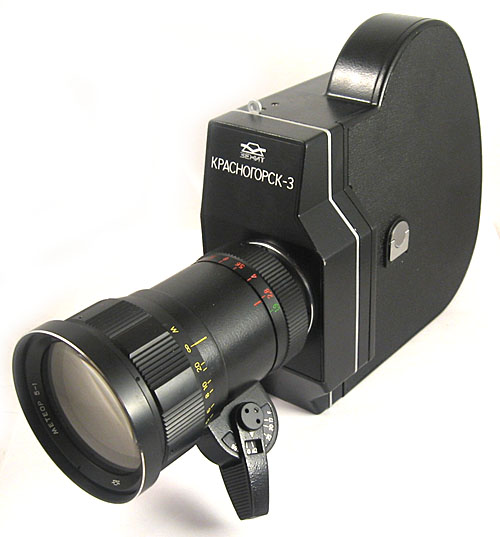
Krasnogorsk-3

Krasnogorsk (Красногорск) é uma marca soviética de câmeras cinematográficas cujo modelo mais conhecido é o Krasnogorsk-3. Um total de 105.435 câmeras Krasnogorsk-3 foram produzidas entre 1971 e 1993. Esta série foi usada por estúdios e cineastas profissionais, bem como por militares, amadores e artistas, não apenas na URSS, mas em toda a Europa Oriental, onde se tornou uma das câmeras de cinema de 16 mm mais populares.